# Umritt

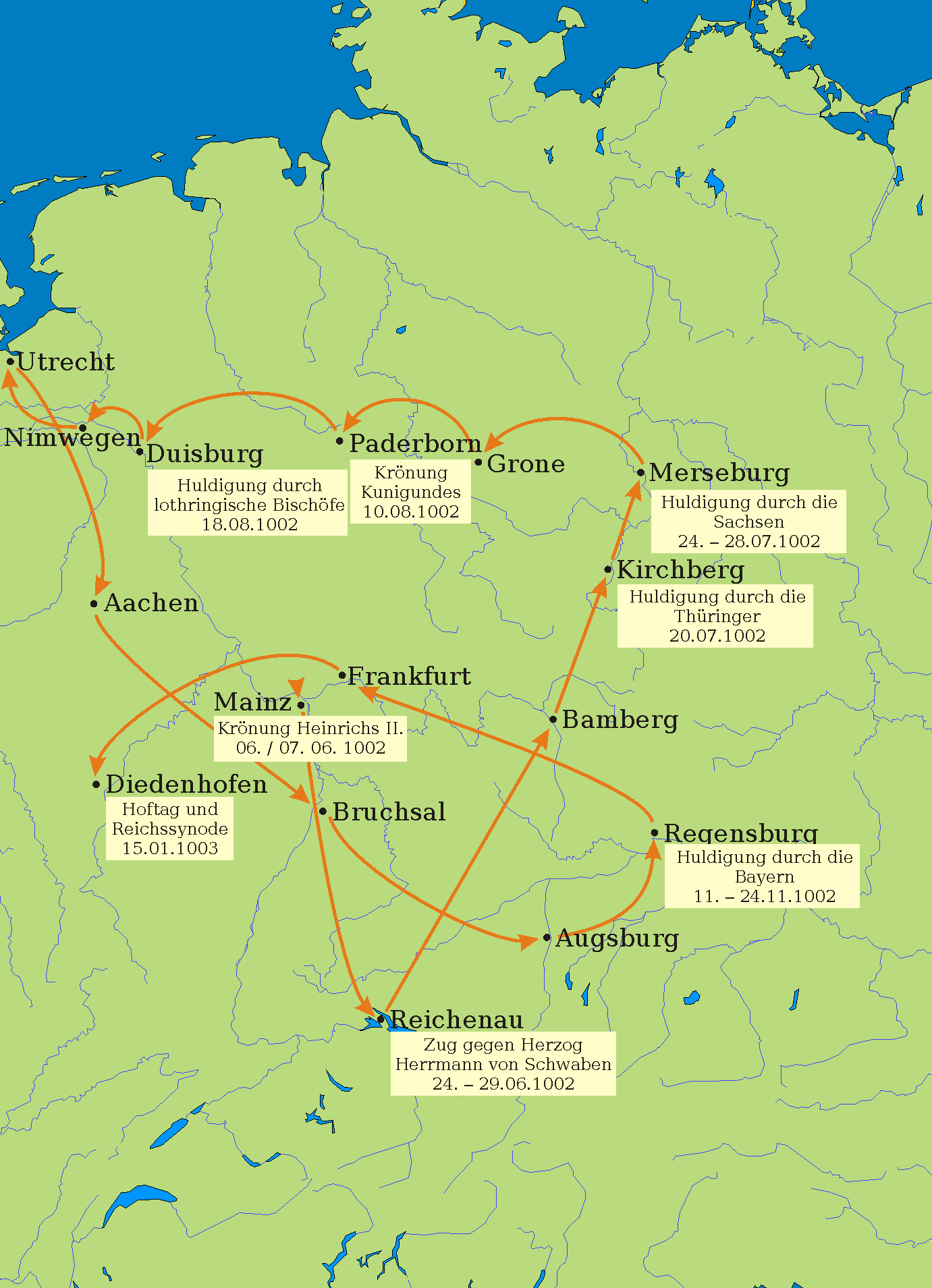
Verlauf des Königsumritts Heinrichs II. 1002/03

Umritt bezeichnet ursprünglich die Inbesitznahme eines Gebietes durch Umreitung.
Diese Inbesitznahme konnte geografisch sehr unterschiedliche Dimensionen haben.

## Beritt als Gebietsbezeichnung
Das Wort Beritt steht außer für eine kleine Reitertruppe für einen kleinen Bezirk, beispielsweise Forstbezirk. Daraus sind Ortsnamen wie Bifang, Byfang oder Meringe hervorgegangen. In etwa gleicher Bedeutung gibt es in slawischen Sprachen das Wort ujazd bzw. ujezd: In Tschechien gibt es über hundert Örtlichkeiten namens Újezd, in der Lausitz zwei Orte namens Uhyst (sorbisch Wujezd), in Oberschlesien Ujazd. In Russland war der Ujezd (Уезд) bis in die 1920er die gebräuchlichste Verwaltungseinheit der zweiten Ebene, d. h. nach den Gouvernements.

## Königsumritt
Als Königsumritt (auch Umritt, Umfahrt oder Umgang) bezeichnet man die Reise eines neugewählten Königs durch alle oder zumindest die meisten Reichsteile. Der Umritt war zwar nicht zwingend notwendig, diente jedoch zur Sicherung, als Zeichen des Antrittes oder zur zeremoniellen Zurschaustellung der Königsherrschaft.
Im Mittelalter sind solche Umritte von den Merowingerkönigen Chlodwig, Theudebert, Chlothar I. und seinem Sohn Chramn, sowie für Gundowald und Childert II. überliefert.
Nach einer jahrhundertelangen Pause sind Königsumritte dann wieder von den Herrschern Ludwig dem Kind, Konrad I., Heinrich I., Heinrich II. und Konrad II. überliefert. Sie sahen sich auf Grund der Umstände ihrer Wahl gezwungen, die Zustimmung der Fürsten durch Huldigungsakte einzuholen beziehungsweise Widerstand gegen ihre Wahl auch gewaltsam zu brechen und so die einzelnen Reichsteile an sich zu binden.
Die beiden Umritte Heinrichs III., nach seiner Erhebung zum römisch-deutschen König 1028/29 und nach seinem Regierungsantritt 1039/40, auf denen er Stammestage besuchte und Huldigungen entgegennahm, hatten wohl einen mehr repräsentativen Charakter. Auch Konrad III., der im Jahre 1138 nur von einer Minderheit gewählt worden war, fand seine allgemeine Anerkennung erst auf einem Umritt. Seit der Wahl Rudolfs von Habsburg durch die Kurfürsten im Jahre 1273 fanden keine Königsumritte mehr statt. Auch in Schweden ritt der König nach seiner Wahl durch das Reich und versicherte sich der Loyalität seiner Untertanen (Eriksgata).